# Musica tibetana

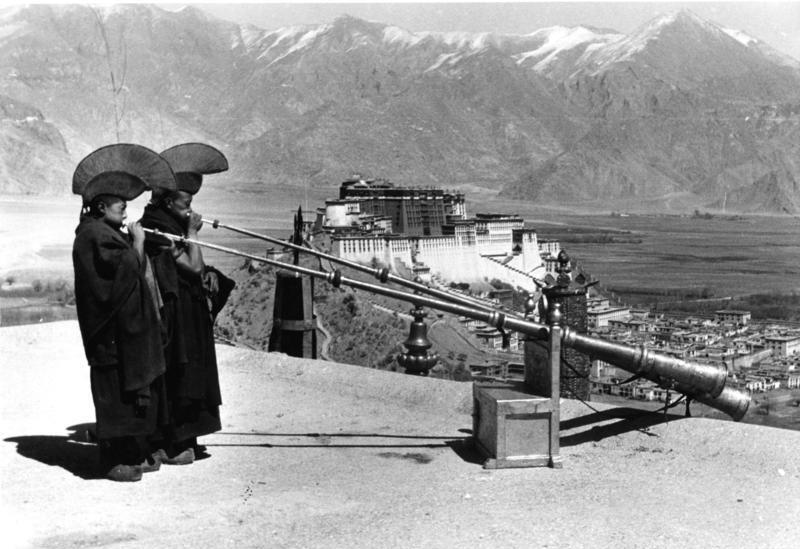
Monaci che suonano il dungchen, o corno tibetano, dal tetto del College di Medicina di Lhasa, 1938.

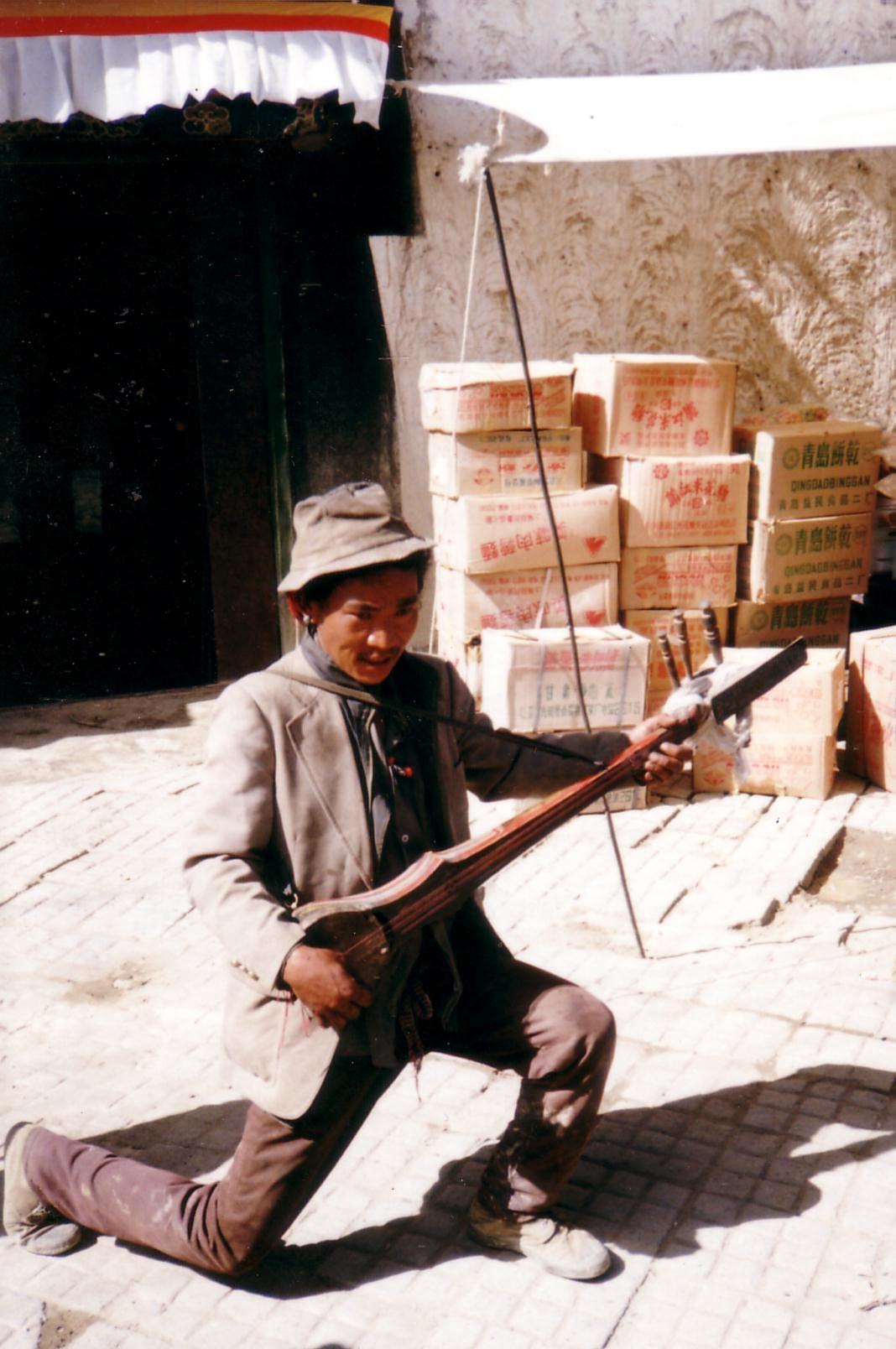
Musicista di strada, Shigatse, Tibet, 1993.

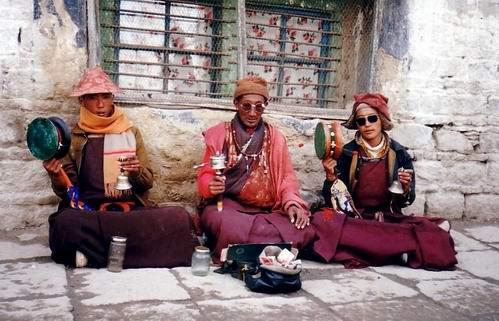
Tre monaci che cantano a Lhasa, 1993.

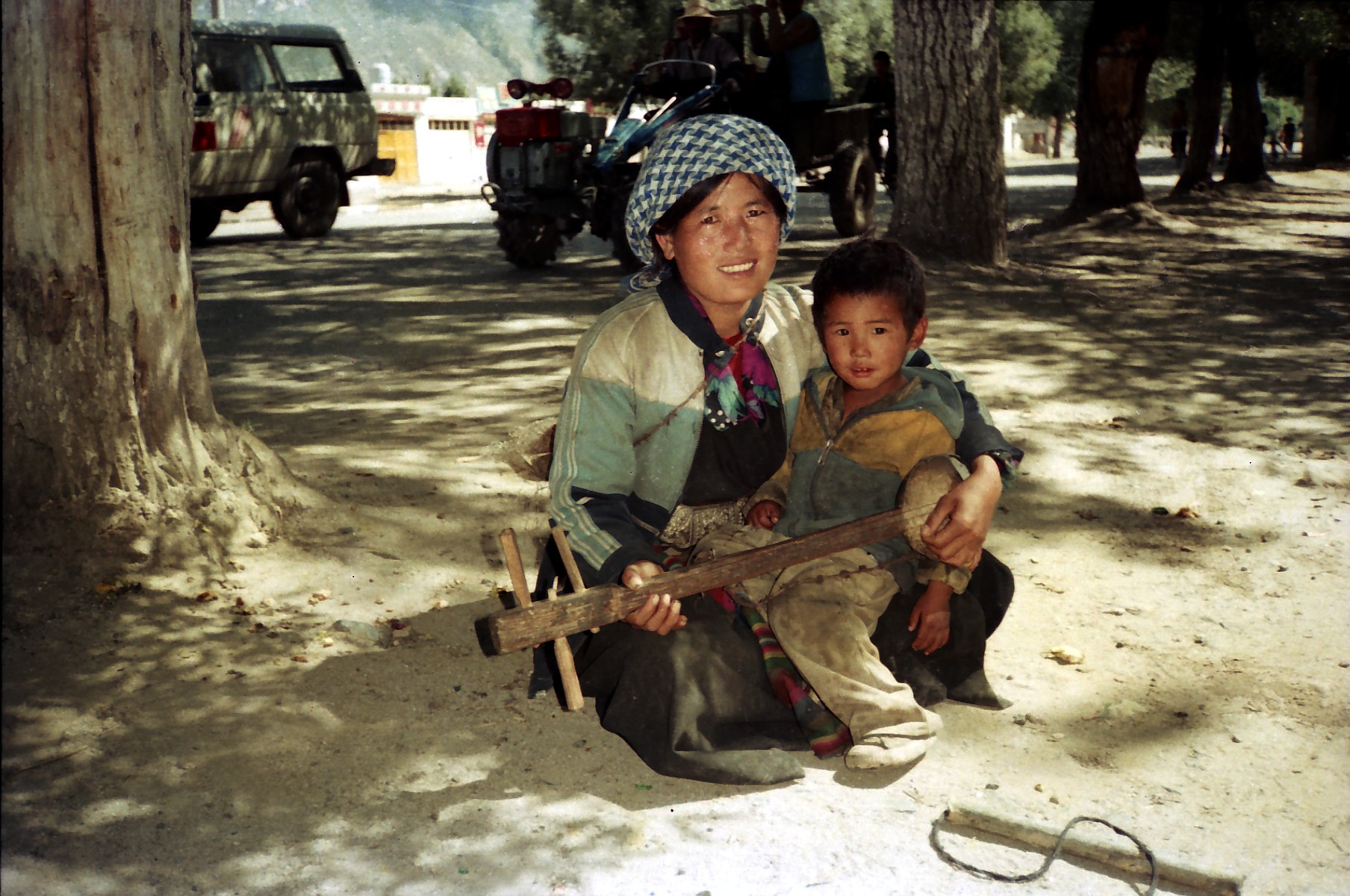
Donna con bambino che suona il liuto, Lhasa, 1993.

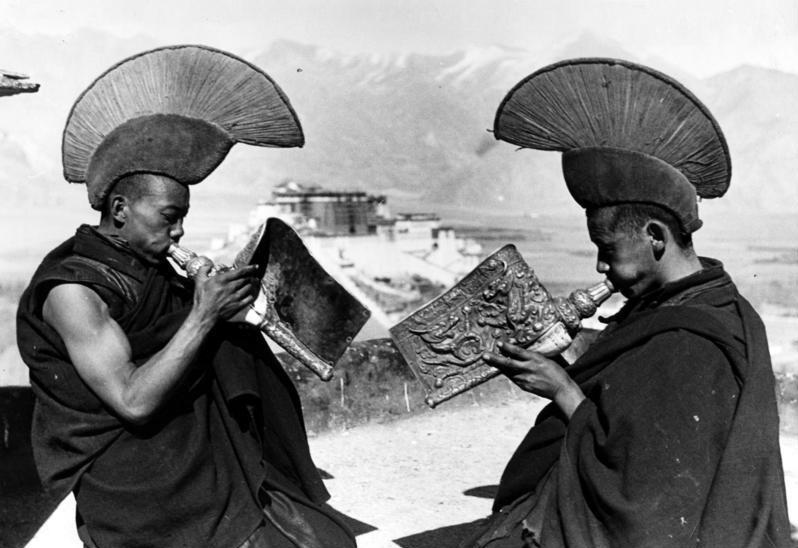
Monaci che suonano la tromba "conchiglia" decorata. Lhasa, 1938.

La musica tibetana riflette il patrimonio culturale della regione trans-himalayana, centralizzata nel Tibet ma praticata anche ovunque si trovino gruppi etnici tibetani in Nepal, Bhutan, India e anche all'estero nella diaspora. Una prima e principale caratteristica della musica tibetana è la sua sacralità, che riflette il profondo impatto della religione buddhista tibetana sulla cultura della regione. Anche la musica rituale del Bön, religione autoctona, rappresenta un aspetto di grande rilevanza nella cultura tradizionale tibetana.

## Storia
La tradizione del Lama Mani, che implica il racconto di parabole buddhiste attraverso delle canzoni, risale al XII secolo. Le canzoni venivano cantante e suonate da cantastorie erranti, che viaggiavano di villaggio in villaggio prendendo spunto dalle proprie (spesso umili) origini per creare connessioni con gente proveniente da ogni background sociale. In aiuto della narrazione, venivano utilizzati dipinti buddhisti chiamati thangka dalle vivide illustrazioni, in modo da permettere a tutti gli ascoltatori di capire ciò che era essenzialmente un insegnamento religioso.
Le "canzoni di strada" tibetane erano una forma di espressione tradizionale particolarmente popolare, poiché fungevano da mezzo per effettuare critiche e satire politiche in un Paese in cui non esistevano all'epoca giornali o altri mezzi di comunicazione di massa. In particolare, sono un buon esempio di tradizione musicale bardica simile a quella presente in Europa all'epoca del Medioevo o, più di recente, al ruolo del genere calypso nelle Indie Occidentali. Poiché i testi delle canzoni tibetane contengono solitamente strofe di 4 versi e 6 sillabe, risulta facile adattarli a melodie estremamente diversificate.
Organizzazioni quali l'Istituto Tibetano per le Arti Performative, promosso dal Dalai Lama, fanno proprio il compito di promuovere la musica tibetana secolare, o non religiosa. Questa organizzazione in particolare era specializzata nel Lhamo, uno stile simile all'opera, prima di espandersi verso altri stili, quali quelli dance Toeshey e Nangma. Il Nangma è particolarmente popolare nei karaoke del maggiore centro urbano tibetano, Lhasa.
Altre forme di musica popolare includono il classico stile Gar, utilizzato durante rituali e cerimonie, e la musica Lu che presenta canzoni cantante con toni alti e vibrazioni glottidali.

## Musica popolare e musica moderna
Il popolo tibetano si rifà ad una cultura musicale popolare estremamente forte, oltre ad essere ben rappresentato anche nella musica pop cinese (mandopop). I cantanti di etnia tibetana sono particolarmente rinomati per le loro ampie abilità vocali, spesso attribuite alla provenienza dalle grandi altitutini dell'altopiano tibetano. Per citare alcuni esponenti della musica pop tibetana: Tseten Dolma (才旦卓玛) ha raggiunto la fama negli anni '60, con la sua suite di musica e danza The Earth is Red; Kelsang Metok (格桑梅朵) è una cantante pop che unisce le tradizioni vocali tibetane con elementi mandopop, indiani e pop occidentali; Purba Rgyal (Pubajia, o 蒲巴甲) è stato il vincitore dell'edizione del 2006 del talent show Haonaner, la versione cinese di American Idol. Quest'ultimo ha partecipato, nel 2006, alla produzione di Sherwood Hu Prince of the Himalayas, un adattamento dell'Amleto di Shakespeare in chiave tibetana, ambientato nell'antico Tibet ed interpretato da un cast esclusivamente tibetano.
Nelle multietniche provincie di Qinghai e Sichuan, i cui abitanti tibetani sono normalmente considerati come parte della tradizione culturale "Amdo", è presente una scena locale molto vivida, spesso rappresentata anche attraverso video riprodotti sugli autobus della zona. Tra le più prominenti star Amdo figurano Sherten (abbreviazione di Sherab Tendzin) e Yadong, i quali hanno oltrepassato anche i confini della Cina con la loro musica.
La musica tradizionale tibetana ha avuto influenza anche su alcuni stili musicali occidentali, in particolare quello new age. Compositori quali Philip Glass ed Henry Eichheim sono conosciuti per l'utilizzo di elementi tibetani nella loro musica, come esemplificato dalla colonna sonora creata da Philip Glass per la pellicola del 1997 Kundun, diretta da Martin Scorsese.
Il primo esempio storico di fusion tra musica occidentale e tibetana è stato l'album Tibetan Bells del 1971, interpretato da Nancy Hennings ed Henry Wolff.
Stili stranieri di musica pop hanno fatto la loro parte nell'influenzare la musica popolare tibetana, in particolare grazie ai membri della diaspora. Tra questi, presenti per la maggior parte in India, sono famosi i generi di musica indiana Ghazal e Filmi, oltre al rock in stile statunitense esemplificato da band indiane quali i Rangzen Shonu. Anche all'interno dello stesso Tibet sono presenti gruppi rock, tra i quali il pioniere e più famoso è l'ensamble bilingue Vajara (o Tian Chu). Grazie all'allentamento di alcune norme e leggi a partire dagli anni '80, la musica pop tibetana si è espansa grazie ad artisti quali Yadong, Dadon (attualmente residente negli Stati Uniti), Jampa Tsering (Tibet), il trio AJIA, il quartetto Gao Yuan Hong e la band di cinque membri Gao Yuan Feng. In particolare, i Gao Yuan Hong hanno inserito nei loro singoli elementi di rap in lingua tibetana. Alan Dawa Dolma è attualmente l'unica artista tibetana ad aver sfondato nell'industria musicale Giapponese, normalmente conosciuta come J-pop.

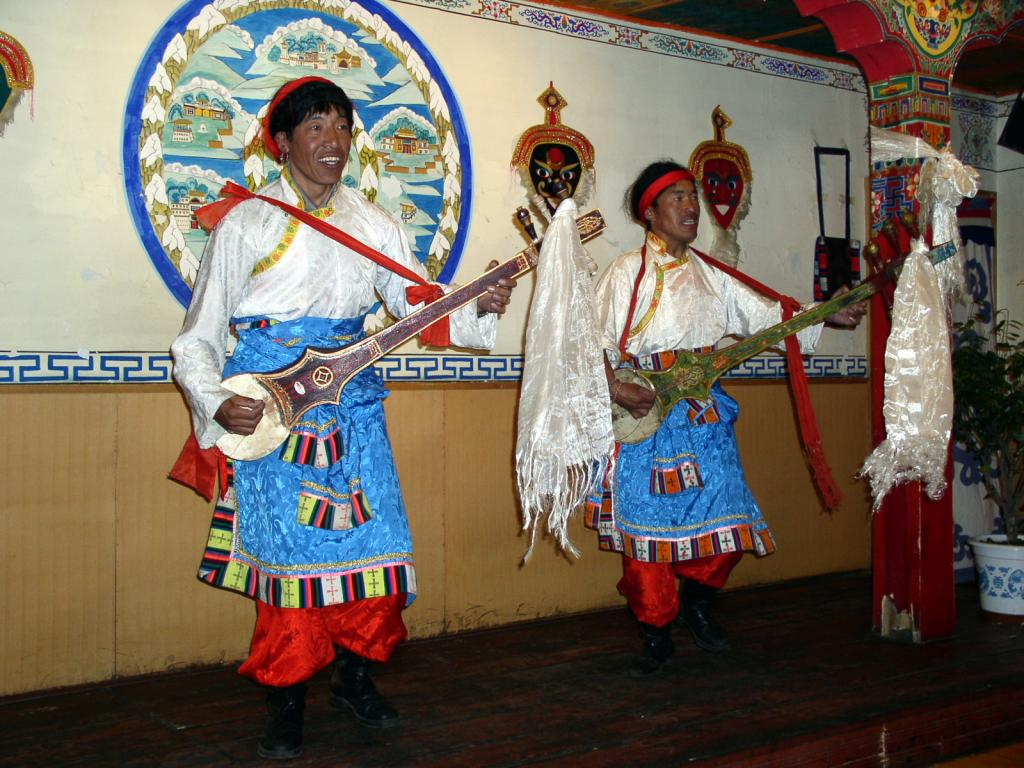
Danza tibetana.